# Lingayen
Lingayen ist eine Stadtgemeinde in der philippinischen Provinz Pangasinan und der Verwaltungssitz der Provinz. Sie liegt am nach ihr benannten Golf von Lingayen sowie an der Mündung des Flusses Agno. Im Jahre 2015 zählte Lingayen 103.278 Einwohner. Die Stadtgemeinde ist auch der Geburtsort des ehemaligen philippinischen Präsidenten Fidel Ramos.
Lingayen ist aufgeteilt in folgende 32 Baranggays:
| - Aliwekwek - Baay - Balangobong - Balococ - Bantayan - Basing - Capandanan - Domalandan Center | - Domalandan East - Domalandan West - Dorongan - Dulag - Estanza - Lasip - Libsong East - Libsong West | - Malawa - Malimpuec - Maniboc - Matalava - Naguelguel - Namolan - Pangapisan North - Pangapisan Sur | - Poblacion - Quibaol - Rosario - Sabangan - Talogtog - Tonton - Tumbar - Wawa |